# Elephant Head
Elephant Head – jednostka osadnicza w Stanach Zjednoczonych, w stanie Arizona, w hrabstwie Pima.